# Queletia
Queletia Fr. (berłówka) – rodzaj grzybów z rodziny pieczarkowatych (Agaricaceae). Należą do niego trzy gatunki, w Polsce występuje jeden

## Systematyka i nazewnictwo
Pozycja w klasyfikacji według Index Fungorum: Agaricaceae, Agaricales, Agaricomycetidae, Agaricomycetes, Agaricomycotina, Basidiomycota, Fungi.
Gatunki:
- Queletia andina J.E. Wright 1989
- Queletia mirabilis Fr. 1872 – berłówka kulistogłowa
- Queletia turcestanica M. Petrov 1929

Nazwy naukowe na podstawie Index Fungorum. Nazwy polskie według Władysława Wojewody.
Polską nazwę zaproponował Władysław Wojewoda w 2003 r.